# Tom Isaacs
Tom Isaacs (n. 2 aprilie 1968 – d. 31 mai 2017) a fost președinte al Cure Parkinson's Trust si un colector de fonduri pentru caritate. Printre alte realizări, el a realizat un marș caritabil  de 4.500 de mile în jurul coastei Marii Britanii pentru a strânge fonduri pentru cercetarea bolii Parkinson.
Isaacs, fiul unui avocat, s-a pregătit ca geodez, dar a fost diagnosticat cu boala Parkinson la douăzeci de ani, în timp ce lucra la Londra. Ca urmare, a înființat Cure Parkinson's Trust, împreună cu alții pe care îi întâlnise în timpul marșului sale sponsorizate și a strâns aproximativ 350.000 de lire sterline în total pentru cercetarea medicală. El a fost numit Personalitatea Anului în Caritate în 2004 și a fost unul dintre purtătorii torței olimpice în 2012. El a fost invitat să se întâlnească cu Papa Francisc după ce a vorbit la consorțiul Euro Stem Cell din Roma.
Isaacs a fost unul dintre participanții la un test clinic revoluționar al medicamentului GDNF, care a avut loc între 2012 și 2017, în care 41 de bolnavi de Parkinson au fost operați pentru a introduce implanturi care permiteau ca medicamentul să fie administrat direct în celulele creierului lor, în speranța că celulele care contribuie la boala Parkinson ar putea fi reparate.
Isaacs a murit subit, de insuficiență cardiacă, la scurt timp după finalizarea testului clinic. Printre omagiile care i s-au adus s-a numărat unul de la Michael J. Fox Foundation; Fox însuși a spus: „Pasiunea, hotărârea și munca asiduă a lui Tom în numele tuturor celor care trăiesc cu Parkinson au fost semnul distinctiv al vieții sale și vor fi moștenirea lui continuă în comunitatea noastră.” După moartea sa, a fost instituit Premiul Memorial Tom Isaacs care se decernează cercetătorilor bolii Parkinson. Primul câștigător a fost profesorul Tom Foltynie de la University College, Londra.
În 2019, BBC a proiectat un documentar în două părți despre testul clinic GDNF, în care Isaacs a jucat un rol principal. O recenzie a vorbit despre „căldura și farmecul” lui Isaacs ca factor care a făcut documentarul să fie „covârșitor și sfâșietor de intim”. Programul a câștigat ulterior un premiu de televiziune Grierson pentru „cel mai bun documentar științific”. Juriul a comentat că filmul „se remarcă pentru povestirea simplă a unui subiect complex, amploarea și inima sa”.